# Trịnh Bản Kiều
Trịnh Bản Kiều (giản thể: 郑板桥; phồn thể: 鄭板橋, 1693–1765), tên thật là Trịnh Tiếp (鄭燮), tự Khắc Nhu (克柔), hiệu Bản Kiều (板橋) là một nhà thư pháp nổi tiếng thời nhà Thanh.
Ông quê ở Giang Tô, Hưng Hóa, làm tiến sĩ dưới thời vua Càn Long đời nhà Thanh. Ông tạm trú ở Dương Châu, được mệnh danh là "Tam tuyệt": thơ, họa, và thư pháp nổi tiếng một đời.
Ông từng làm Huyện lệnh huyện Phạm và huyện Duy ở Sơn Đông hơn 10 năm.